# Maria Ziembińska-Tworzydło

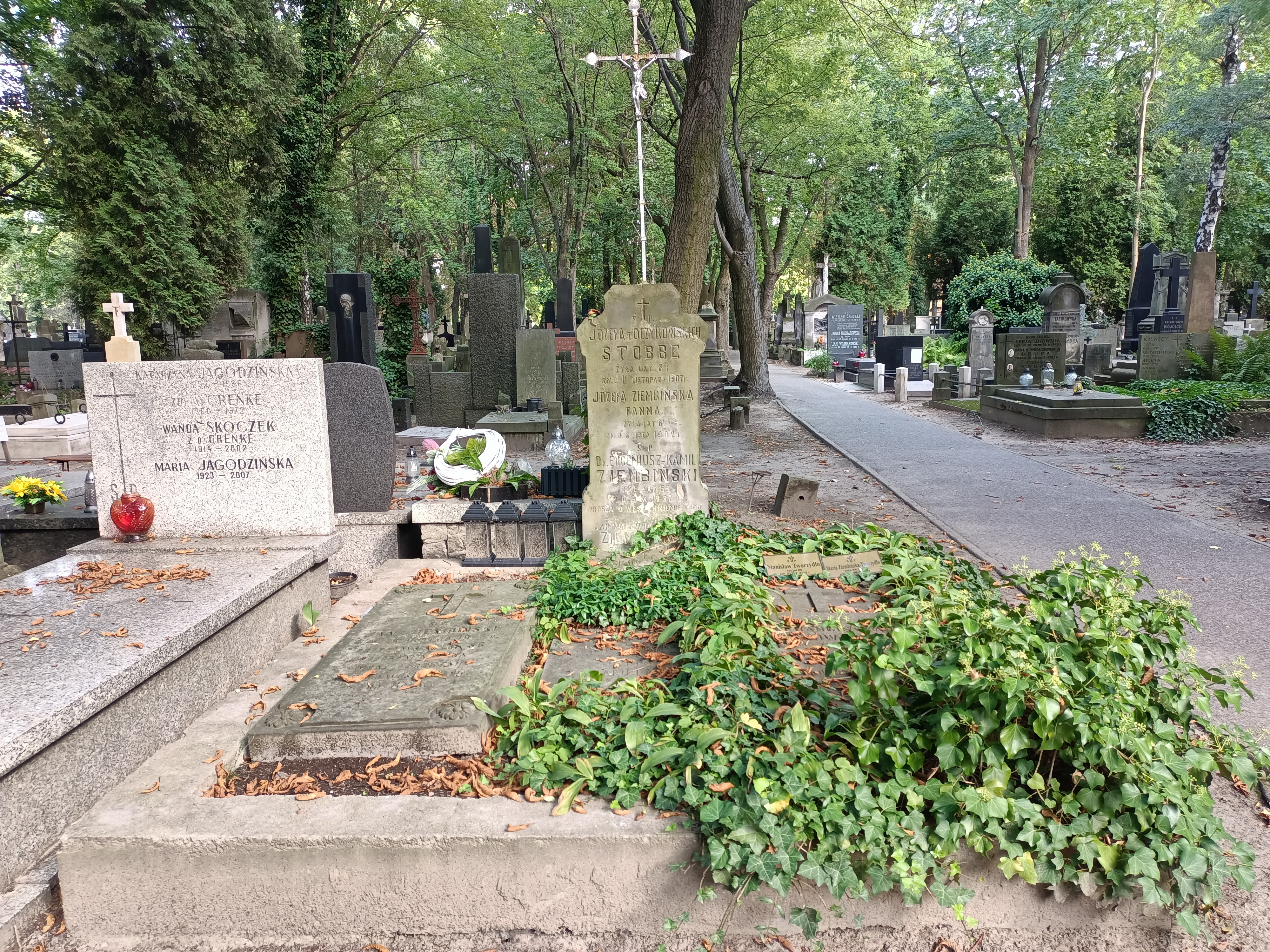
Grób Marii Ziembińskiej-Tworzydło na Cmentarzu Powązkowskim

Maria Ziembińska-Tworzydło (ur. 7 marca 1938 w Zawierciu, zm. 17 października 2022 w Konstancinie-Jeziornie) – polska palinolożka, specjalizująca się w badaniach trzeciorzędu.

## Dane biograficzne
Córka Stanisława i Marii. Ukończyła studia na Wydziale Geologii Uniwersytetu Warszawskiego w 1959; pracę magisterską napisała pod kierunkiem Mikołaja Kostyniuka. W latach 1960–1966 pracowała w Instytucie Geologicznym, a od 1966 na Wydziale Geologii UW. W 1971 brała udział w wyprawie paleontologicznej do Mongolii. W roku 1972 uzyskała stopień doktora na podstawie rozprawy przygotowanej pod kierunkiem Edwarda Ciuka. Była członkinią Polskiego Towarzystwa Geologicznego. Pozostała aktywna zawodowo również po przejściu na emeryturę.
Jej mężem był Stanisław Tworzydło.
Pochowana na Cmentarzu Powązkowskim w Warszawie.

## Osiągnięcia naukowe
Do jej najważniejszych osiągnięć naukowych należy wprowadzenie nowego podziału palinostratygraficznego osadów neogenu na Niżu Polskim. Opisała też następujące taksony:
- rodzaj Nemegtichara Karczewska et Ziembińska-Tworzydło, 1972 (Characeae)[10];
- rodzaj Iteapollis Ziembińska-Tworzydło[11] (ziarna pyłku okrytozalążkowych);
- gatunek Microfoveolatisporis minutus Ziembińska-Tworzydło[11] (zarodnik paprotników).

Była także współautorką (wymienianą w tytułach zawsze na drugim miejscu zaraz po redaktorze serii) atlasu spor i ziaren pyłku neogenu Polski. To czterotomowe monumentalne wydawnictwo stanowi syntezę danych, zebranych w wyniku badań ponad 300 palinoflor.
Wspólnie z Jadwigą Karczewską opisała gyrogonity z formacji Nemegt w Mongolii.

## Wybrane publikacje
- Palynological characteristics of the Neogene of Western Poland (1974)
- Age of the Upper Cretaceous Nemegt Formation (Mongolia) on charophytan evidence (wspólnie z J. Karczewską, 1983)[10]
- Neogene of the Polish Lowlands – Lithostratigraphy and pollen-spore zones (wspólnie z M. Piwockim, 1997)[8]
- Atlas of pollen and spores of the Polish Neogene (praca zbiorowa pod red. Leona Stuchlika):
  - Vol. 1 – Spores, 2001[14]
  - Vol. 2 – Gymnosperms, 2002[15]
  - Vol. 3 –  Angiosperms (1), 2009[16]
  - Vol. 4 –  Angiosperms (2), 2014[17]
- Polish Palaeobotany: 750 Million Years of Plant History as Revealed in a Century of Studies. Research on the Paleogene and Neogene (Tertiary) (wspólnie z B. Słodkowską, 2022)[6]